# Cuevas de San Marcos
Cuevas de San Marcos település Spanyolországban, Málaga tartományban. Cuevas de San Marcos Villanueva de Algaidas, Cuevas Bajas, Encinas Reales, Rute és Iznájar községekkel határos. Lakosainak száma 3620 fő (2024).

## Népesség
A település népessége az elmúlt években az alábbi módon változott:
| Lakosok száma | 3980 | 3973 | 4048 | 4131 | 4043 | 3951 | 3722 | 3648 | 3632 | 3620 |
|               | 2001 | 2004 | 2007 | 2009 | 2012 | 2014 | 2017 | 2019 | 2022 | 2024 |